# Lijst van Eurocommissarissen voor Industrie
De functie van Europees commissaris voor Industrie is sinds het aantreden van de commissie-Rey (juli 1967) een functie binnen de Europese Commissie. De portefeuille Industrie werd tussen 1952 en 1967 beheerd door het dagelijks bestuur van de Europese Gemeenschap voor Kolen en Staal, maar door het Fusieverdrag kregen de Europese Gemeenschappen één dagelijks bestuur. Sindsdien is de portefeuille Industrie een onderdeel van de EC. In de Commissie-Von der Leyen viel het directoraat-generaal Interne markt, industrie, ondernemerschap en midden- en kleinbedrijf onder de verantwoordelijkheid van de Commissaris voor de Interne Markt.

## Commissarissen
|  | Naam                     | Lidstaat    | Nationale partij | Periode   | Commissies               |
|  | ------------------------ | ----------- | ---------------- | --------- | ------------------------ |
|  | Guido Colonna di Paliano | Italië      | Onafhankelijk    | 1967-1970 | Rey                      |
|  | Altiero Spinelli         | Italië      | Onafhankelijk    | 1970-1976 | Malfatti Mansholt Ortoli |
|  | Cesidio Guazzaroni       | Italië      | PLI              | 1976-1977 | Ortoli                   |
|  | Étienne Davignon         | België      | Onafhankelijk    | 1977-1985 | Jenkins Thorn            |
|  | Karl-Heinz Narjes        | Duitsland   | CDU              | 1985-1989 | Delors I                 |
|  | Vasso Papandréou         | Griekenland | PASOK            | 1989-1993 | Delors II                |
|  | Martin Bangemann         | Duitsland   | FDP              | 1993-1999 | Delors III Santer        |
|  | Erkki Liikanen           | Finland     | SSP              | 1999-2004 | Prodi                    |
|  | Günter Verheugen         | Duitsland   | SPD              | 2004-2010 | Barroso I                |
|  | Antonio Tajani           | Italië      | PDL              | 2010-2014 | Barroso II               |
|  | Michel Barnier           | Frankrijk   | UMP              | 2014      | Barroso II (waarnemend)  |
|  | Ferdinando Nelli Feroci  | Italië      | Onafhankelijk    | 2014      | Barroso II               |
|  | Elżbieta Bieńkowska      | Polen       | Burgerplatform   | 2014-     | Juncker                  |